# La Califfa
La Califfa, és una pel·lícula de coproducció italofrancesa dirigida el 1970 per Alberto Bevilacqua.
L'escriptor i director de cinema Alfredo Bevilacqua, va decidir ser ell mateix qui portés a la pantalla les seves pròpies novel·les. Va començar la seva carrera com a director amb aquesta obra pròpia escrita deu anys abans. Bevilacqua tracta d'aprofundir en el personatge interpretat per Romy Schneider sense aconseguir uns resultats massa convincents. Una rara pel·lícula difícil de veure en els nostres dies, amb alguns temes musicals dignes d'antologia.

## Sinopsi
"Califfa" és el sobrenom que es dona a Reggio Emilia a una dona volitiva i sense prejudicis. La "Califfa" és una dona vídua el marit de la qual va ser assassinat per la policia durant una vaga. Odia a Doberdò, propietari de la fàbrica en la qual el seu marit treballava quan va ser assassinat. L'esposa de l'home assassinat, Lady Califfa, s'enfronta a Doberdò diverses vegades. En cada ocasió que s'enfronten, tots dos se senten atrets l'un per l'altre, fins que acaben sent amants. La fàbrica en si mateixa serveix de teló de fons per a la història d'amor. No obstant això, al final Doberdò serà assassinat pels sicaris enviats per altres industrials que el van ajudar a aconseguir l'amor de "Lady Califfa".

## Premis
- 1971 - Una nominació al Premi "Palma d'Or" (Festival de Cannes); Premi "David" a Ugo Tognazzi com a Millor Actor (Premis David de Donatello)[2]
- 1972 - Premi "Nastri d'Argento" a Albero Bevilacqua com a Millor Director Debutant i Premi "Nastri d'Argento" a Marina Berti com a millor actriu secundària, juntament amb Silvana Mangano per Mort a Venècia (1971) (Sindacato Nazionale Giornalisti Cinematografici Italiani)[3]